# Karin Knorr-Cetina
Karin Dagmar Knorr-Cetina (auch Karin Knorr Cetina) (* 19. Juli 1944 in Graz als Karin Dagmar Zetina) ist eine österreichische Soziologin und Wissenschaftstheoretikerin. Sie arbeitet vornehmlich in den Bereichen Wissenssoziologie und Wissenschaftssoziologie und hat die Theorierichtung der Praxeologie maßgeblich mitbeeinflusst. 
1971 promovierte sie bei Josef Haekel und Walter Hirschberg an der Universität Wien mit der Dissertation Struktur, Morphologie und Motive einer Oralliteratur. Das Erzählungsgut eines bolivianischen Guarani Stammes. 1981 habilitierte sie an der Universität Bielefeld, war dort bis 1983 Privatdozentin und von 1988 bis 2001 Professorin für Soziologie. Anschließend war sie als Professorin an der Universität Konstanz tätig, ehe sie 2010 emeritiert wurde. Heute ist sie O. Borchert Distinguished Service Professor für Soziologie der University of Chicago.
Sie gehört mit Bruno Latour und Steve Woolgar zu den einflussreichsten Autoren der Laboratory Studies. In der empirischen Studie „Die Fabrikation von Erkenntnis“, mit der sie bekannt wurde, analysiert sie mit anthropologischen und ethnographischen Methoden Laborarbeiten und Forschungspapiere eines großen naturwissenschaftlichen Forschungszentrums in den USA zwischen Oktober 1976 und Oktober 1977.
Sie stellt die These auf, dass wissenschaftliche Erkenntnis keineswegs zureichend als kognitiver Prozess mit bestimmten methodischen Voraussetzungen beschrieben werden könne, wie das der Kritische Rationalismus versucht. Vielmehr müsse die wissenschaftliche Erkenntnis als Resultat eines sozialen und technischen Konstruktions- und Herstellungsprozesses beschrieben und verstanden werden, der weitgehend von zur Verfügung stehenden Ressourcen und den Arbeitsbedingungen der Forscher – auch der Naturforscher – abhänge. Zudem beschreibt sie den Prozess der Normierung, durch den aus der vielfältigen Interaktion im Labor das wissenschaftliche Produkt („research paper“) hergestellt wird.
Besonderen Wert legt sie dabei auf die Interaktion innerhalb der Arbeitsgruppe und über diese hinaus. Für das Forschen und wissenschaftliche Arbeiten, das sie in Labors beobachtete und beschrieb, prägt sie den Begriff des „Labor-Opportunismus“: Demnach sind wissenschaftliche Entscheidungen und Wahlhandlungen („Selektionen“) in erster Linie an Gelegenheiten orientiert (Vorhandensein von Geräten, Karrierechancen, Projektgelder etc.), sie entsprechen Knorr-Cetina zufolge nicht dem Bild des Testens von Hypothesen, wie es in klassischen Wissenschaftstheorien (etwa bei Karl Raimund Popper) vertreten wird. Ihre Ergebnisse führen sie zu einer radikalen Kritik des Begriffs der „scientific community“.
Knorr-Cetina ist seit 2004 Mitglied der Leopoldina. 2005 verlieh ihr die Universität Luzern die Ehrendoktorwürde. 2009 wurde sie mit dem John Desmond Bernal Prize der Society for Social Studies of Science ausgezeichnet. Am 30. September 2016 erhielt sie den Preis der Deutschen Gesellschaft für Soziologie für das herausragende wissenschaftliche Lebenswerk. Die Laudatio hielt ihr ehemaliger Doktorand Stefan Hirschauer. 2021 wurde sie in die American Academy of Arts and Sciences gewählt.

## Veröffentlichungen (Auswahl)
- The Manufacture of Knowledge. An Essay on the Constructivist and contextual Nature of Science, Pergamon Press, Oxford 1981
  - (dt.) Die Fabrikation von Erkenntnis. Zur Anthropologie der Naturwissenschaft, Suhrkamp, Frankfurt am Main 1984, erweiterte Neuauflage 2002
- Epistemic Cultures. How the Sciences Make Knowledge, [1999], Harvard University Press Cambridge (Mass.) ³2003
  - (dt.) Wissenskulturen. Ein Vergleich naturwissenschaftlicher Wissensformen, Frankfurt am Main 2002